# 阿巴 (尼日利亚)

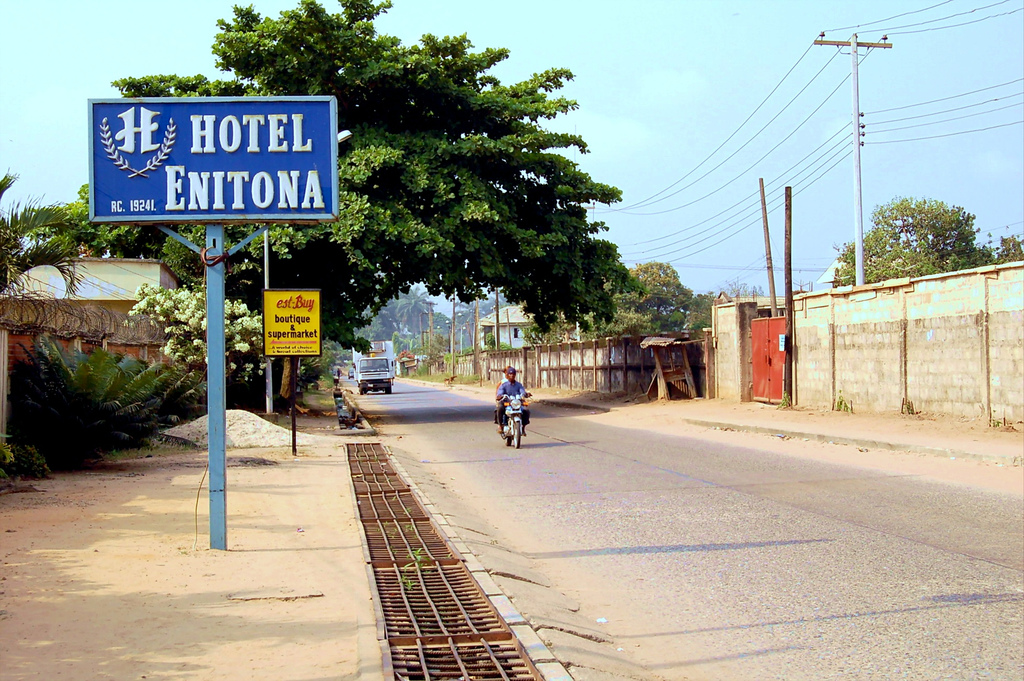
阿巴

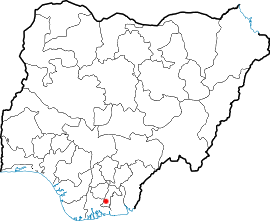
阿巴於奈及利亞的位置

阿巴（Aba）是位于尼日利亚南部阿巴河畔的一座城市，人口2,534,265（2016年）。
5°07′00″N 7°22′00″E / 5.1167°N 7.3667°E